# Німецький музей книги й писемності
Німецький музей книги й писемності (також музей письма і друку) — найстаріший у світі подібний музей (заснований у 1884 році як музей Deutsches Buchgewerbe(-Museum)), присвячений збору та збереженню предметів і документів а також літератури, що пов'язана з історією книги та книгодрукування, включаючи папір, техніку друку, мистецтво ілюстрації та палітурну справу (палітурні роботи). Музей розміщений у сучасній добудові до Німецької національної бібліотеки в Лейпцигу, спорудженій у 2011 році з вартістю будівництва 60 мільйонів євро.
У 1886 році музей придбав всю книжкову колекцію Генріха Клемма, яку останній продав Королівству Саксонія роком раніше. Рідкісний примірник 42-рядкової Біблії Гутенберга, надрукованої на телячій шкірі (веллумі абож велені) був серед книг у колекції. Наприкінці Другої світової війни Біблію було прийнято як військовий трофей та передано до Російської державної бібліотеки в Москві, де вона зберігається і сьогодні.